# 三皇文
《三皇文》，亦称《三皇内文》，为《天皇文》、《地皇文》、《人皇文》的合称，屬於道藏三洞「洞神部」。 是唐代以前道士的必读书。内容记载鬼神谱系、修道要诀、驱除凶危的一些具体操作和符图与存思法等。古本《三皇文》今已佚失。
据葛洪记载， 鲍靓于晋惠帝永康年中，入嵩山石室得《三皇文》。 鲍靓又师事左元放（左慈），受《三皇》、《五嶽》劾召之要，後又傳《三皇文》给葛洪。《三皇文》主要内容是“劾召鬼神”的符图之类，以及存思神仙真形之术。
唐皇室曾以三皇文為鮑靚所造，語涉妖妄，下令以《道德經》代之。南宋時，有道派將三皇文與洞神籙階剝離，歸之於靈寶，而以正一盟威籙以下諸雜錄，天心正法，五雷諸法，考召之文，書禁之術，隸為洞神部。若按《道藏闕經目錄》所載洞神部闕經，當中除了三皇八帝之書，還包括了〈洞淵〉、〈北帝〉道法類的書籍。

## 篇目
根據《太上洞神三皇儀》，《大有籙圖經目》所載洞神經十四卷如下：
- 《大有籙圖天皇內文》1卷（《道藏闕經目錄》記載《洞神大有錄圖》2卷有符，佚失）
- 《大有籙圖地皇內文》1卷（《道藏闕經目錄》記載《洞神大有錄圖》2卷有符，佚失）
- 《大有籙圖人皇內文》1卷（《道藏闕經目錄》記載《洞神大有錄圖》2卷有符，佚失）
- 《八帝妙精經》3卷（明道藏收錄《洞神八帝妙精經》1卷）
- 《八帝玄變經》3卷（明道藏收錄《洞神八帝元變經》1卷）
- 《八帝神化經》2卷（《道藏闕經目錄》記載《洞神八帝神化經》4卷，佚失）
- 《三皇齋儀》1卷（《道藏闕經目錄》記載《洞神諸齋立成儀》2卷，佚失）
- 《三皇朝儀》1卷（《道藏闕經目錄》記載《三皇朝儀》，佚失）
- 《三皇傳授儀》1卷（明道藏收錄《太上洞神三皇傳授儀》1卷，《太上洞神三皇儀》1卷）

正統道藏主要把太上老君所宣說之經典歸於洞神部，但仍收有三皇文相關之著作：《太清金闕玉華仙書八極神章三皇內秘文》、《三皇內文遺秘》
、《太上三皇寶齋神仙上錄經》、《洞神三皇七十二君齋方懺儀》、《太上洞神太元河圖三元仰謝儀》。在敦煌文獻中，則有發現了《陶公傳授儀（殘缺）》（敦煌抄本S3750、P2259）。

## 學術研究
謝世維稱最早三皇文的內容可從《無上秘要》〈三皇要用品〉與《八帝妙精經》〈西城要訣〉略窺一二，並指出《八帝妙精經》、《皇人三一經》、《老子中經》、《五符序》當中的三一傳統可能來自共同的文化傳承，而可追溯至漢代的緯書傳統，與緯書《龍魚河圖》有關。
劉仲宇認為《三皇文》仍保存於《道藏》本《靈寶領教濟度金書》卷二六二，和《藏外道書》本《上清靈寶濟度大成金書》卷三二當中。

## 外部連結
- 山田俊：六朝以来諸文献所引「洞神經」に就 いて （卷次明示[永久]、卷次未詳[永久]）
- 鈴木裕美：（六朝「三皇文」の編纂過程について（页面存档备份，存于））